# Pierre Hermé
Pierre Hermé (nacido el 20 de noviembre de 1961) es un pastelero y chocolatero francés. Pierre Hermé comenzó su carrera a la edad de 14 años como aprendiz de Gaston Lenôtre. Fue galardonado con el título de Mejor chef de pastelería del mundo en 2016 por los 50 mejores restaurantes del mundo, y como el 4.º francés más influyente del mundo por Vanity Fair en 2016. Pierre Hermé creó su propia marca en 1998 con Charles Znaty.

## Biografía

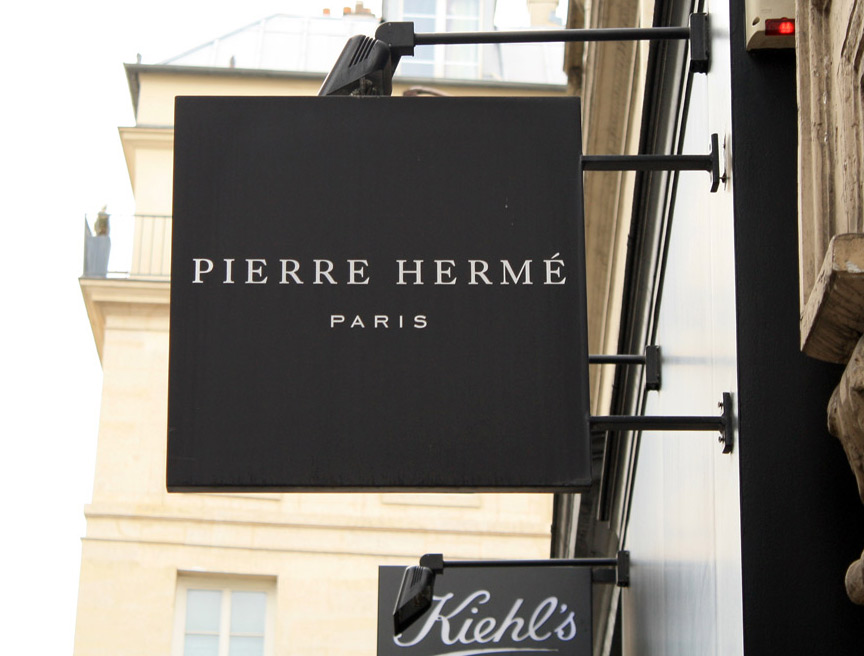
Cartel de la tienda Pierre Hermé en París.

Heredero de cuatro generaciones de pastelería y repostería alsaciana, Pierre Hermé llegó a París a la edad de 14 años para comenzar su primer aprendizaje con Gaston Lenôtre, llamado por la revista Vogue como "el Picasso de la pastelería" y que revolucionó la pastelería en lo que respecta a gusto y modernidad. Con "el placer como su única guía", Pierre Hermé inventó su propio mundo único de gustos, sensaciones y placeres, un acercamiento original a la profesión de pastelero que lo llevó a revolucionar incluso las tradiciones más firmemente arraigadas.
En 1998, creó la Maison Pierre Hermé Paris en 1998 con su socio Charles Znaty. La primera boutique de Pierre Hermé Paris se inauguró en Tokio en 1998, seguida en 2001 de una boutique en París, ubicada en el barrio de la moda Saint-Germain-des-Prés en el 72 rue Bonaparte. El éxito fue inmediato en Tokio y París por igual. Todos los días, entusiastas gourmets descubrieron los pasteles, macarrones y chocolates de Pierre Hermé, mientras conocedores de todo el mundo se congregaban en estos templos de dulces delicias. A finales de 2004, se inauguró en 185 rue de Vaugirard una segunda boutique parisina con un diseño interior muy innovador. A principios de 2005, Tokio vio la inauguración de los últimos conceptos de Pierre Hermé Paris: la Luxury Convenience Store y la Chocolate Bar. Ambos establecimientos están situados en el exclusivo barrio de Omotesandō, donde también están presentes todas las principales marcas importadas y casas de moda que operan en Japón. En 2008, Pierre Hermé y Charles Znaty lanzaron la primera boutique de Macarons & Chocolats Pierre Hermé Paris en la rue Cambon de París. En 2010, inauguraron la Maison Pierre Hermé en la rue Fortuny de París, sede del Atelier de Création. La marca, que también opera una tienda en línea, es miembro del Comité Colbert y tiene una asociación establecida con el grupo Raffles y el grupo Ritz Carlton y Dior desde la apertura del Café Dior por Pierre Hermé en 2015 en Seúl, Corea del Sur.
La compañía ha estado expandiéndose con fuerza desde 2010 en la escena internacional con varias boutiques ahora ubicadas en Europa, Asia y Medio Oriente.

## Estilo creativo y reconocimiento

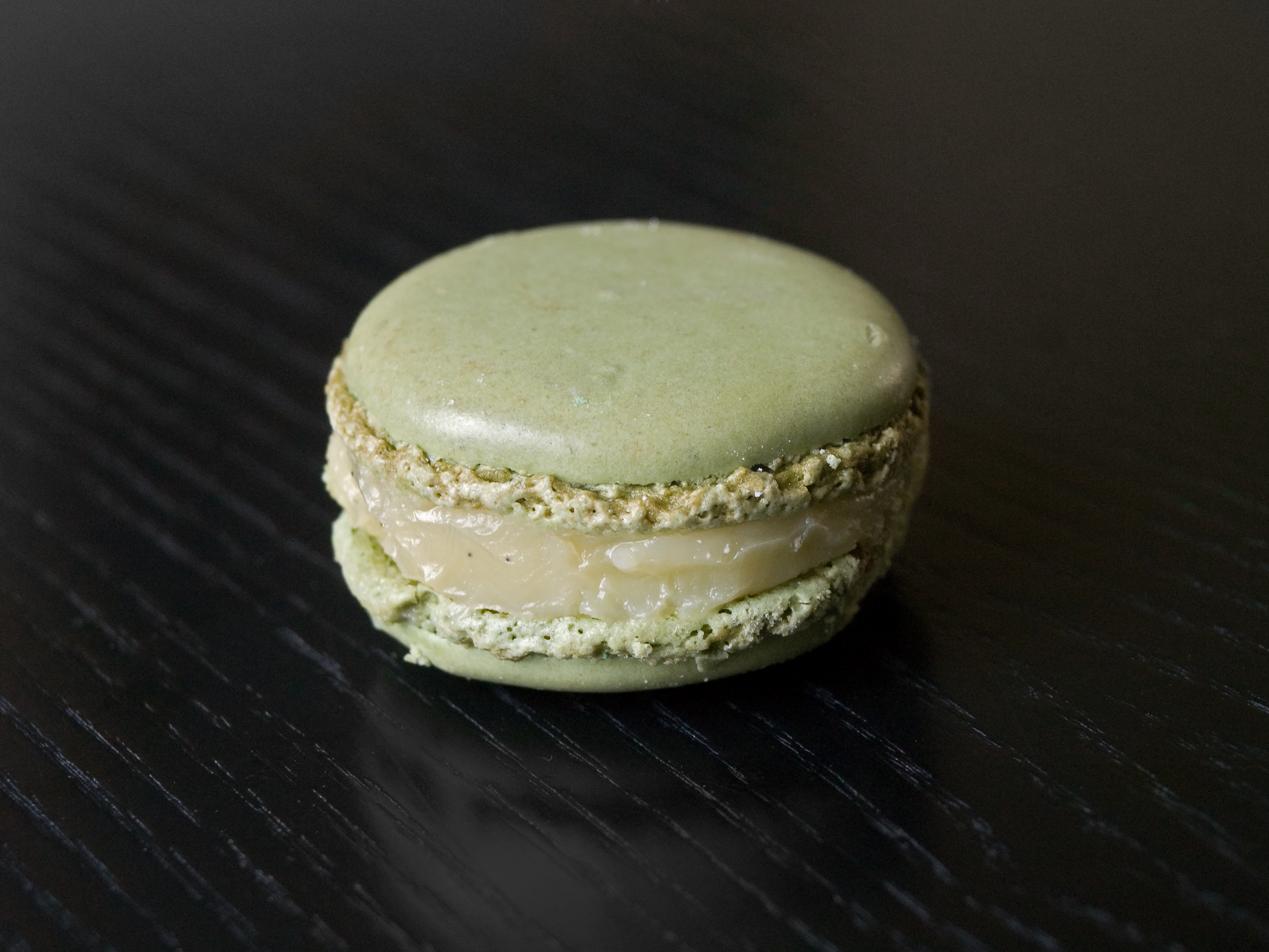
Macarrón de "Aceite de Oliva y de Vainilla", de Pierre Hermé.

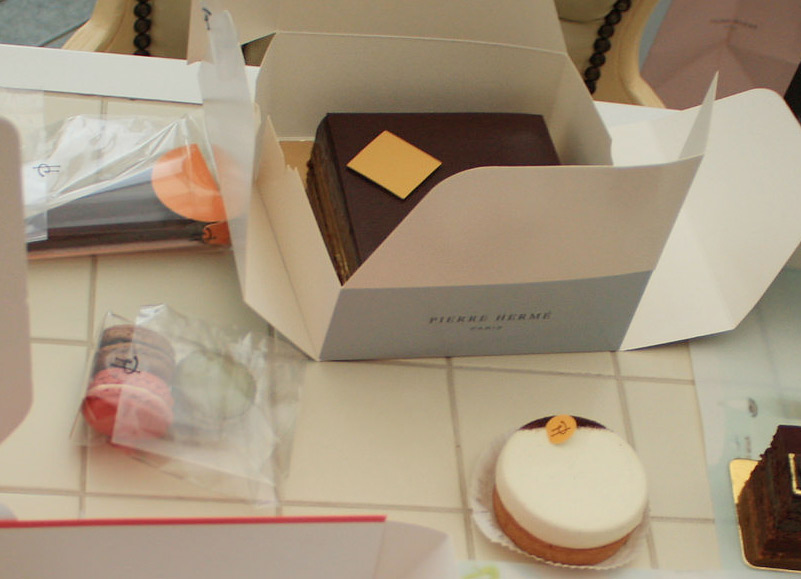
Pastelería Pierre Hermé, que incluye macarrones, tarta de vainilla y pastel de chocolate.

Prefiere decoraciones de pastelería discretas y "usa azúcar como la sal, en otras palabras, como condimento para realzar otros tonos de sabor", siempre está revisando su propio trabajo, explorando nuevos territorios de sabores y revisitando sus propias recetas. Como resultado, los elogios a menudo han sido prodigados a Pierre Hermé, quien ha sido llamado "pastelero provocador" (Food & Wine), "un pastelero de vanguardia y un mago con gustos" (Paris-Match), "The Kitchen Emperor" (The New York Times) y "The King of Modern Patisserie" (The Guardian), junto con honores y condecoraciones, así como la admiración dada los conocedores de los dulces gourmet.
Hermé fue la persona más joven en ser nombrada chef de repostería francesa del año, y es el único pastelero que ha sido condecorado como Caballero de las Artes y las Letras. Fue galardonado como Caballero de la Legión de Honor por Jacques Chirac en mayo de 2007.

## Libros

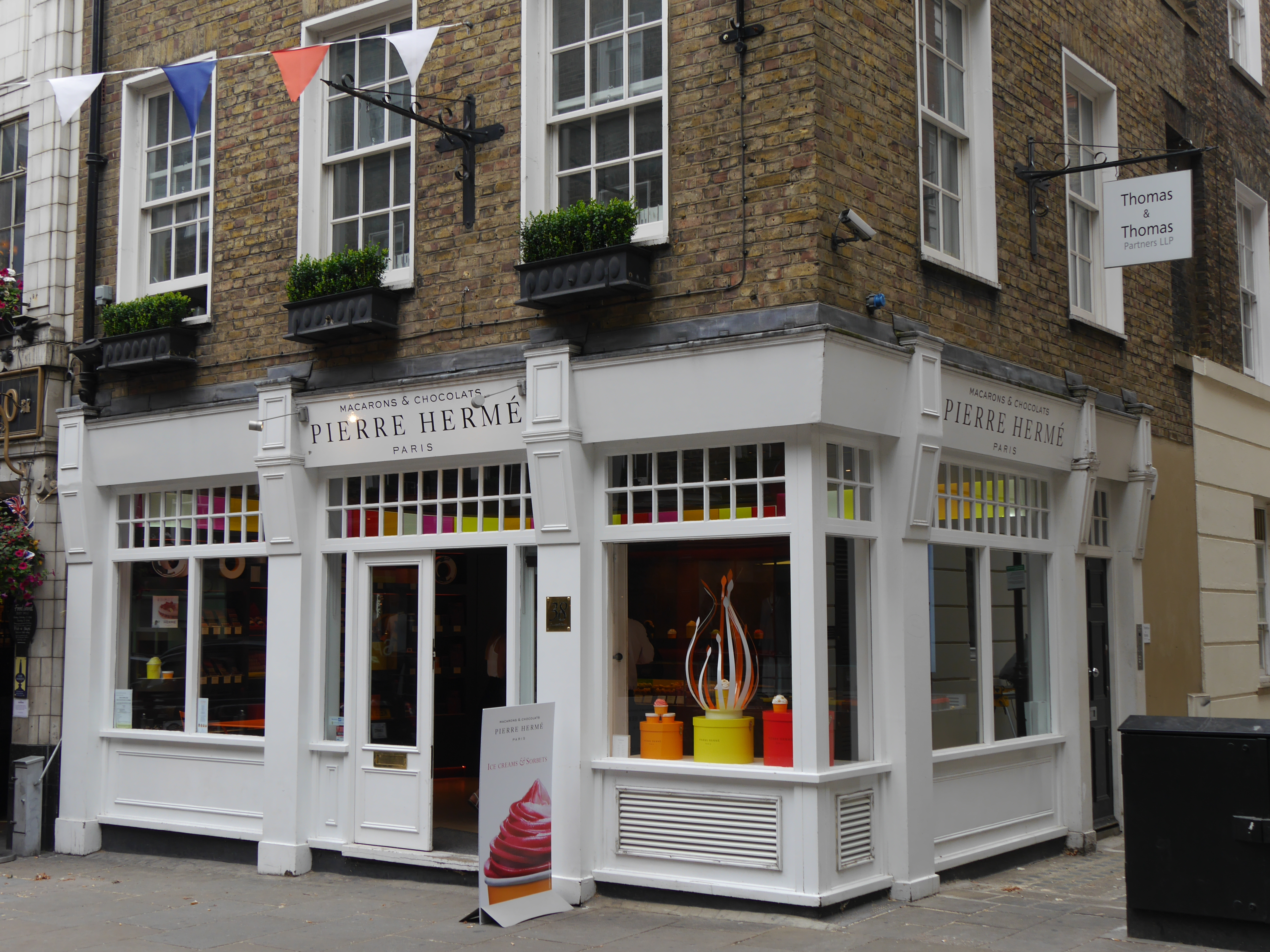
Tienda Pierre Hermé, Monmouth Street, Covent Garden, Londres.

- Hermé, Pierre; Greenspan, Dorie (1998). Desserts by Pierre Hermé (en inglés). Boston: Little, Brown and Company. ISBN 9780316357203. OCLC 37955629.
- Hermé, Pierre (2000). La pâtisserie de Pierre Hermé (en francés). Barcelona: Montagud Editores. ISBN 9788472120754. OCLC 49998321.
- Hermé, Pierre; Greenspan, Dorie (2001). Chocolate desserts by Pierre Hermé (en inglés). Boston: Little, Brown and Company. ISBN 9780316357418. OCLC 45422085.
- Hermé, Pierre (2005). Larousse du chocolat (en francés). París: Editorial Larousse. ISBN 9782035603722. OCLC 420596174.
- Hermé, Pierre; Gérardin, Martine; Winkelmann, Bernhard (2005). Plaisirs sucrés (en francés). París: Hachette Pratique. ISBN 9782012358300. OCLC 470305928.
- Hermé, Pierre (2009). Postres. Barcelona: Editorial Larousse. ISBN 9788480165754. OCLC 567155411.
- Hermé, Pierre (2011). Macarons (en inglés). Londres: Grub Street. ISBN 9781908117236. OCLC 738377906.
- Hermé, Pierre; Fau, Laurent; Jobard, Coco; Zizza-Lalu, Eve-Marie (2011). Pierre Hermé pastries (en inglés). Nueva York: Stewart, Tabori & Chang. ISBN 9781584799450. OCLC 754717609.
- Hermé, Pierre (2015). My best (en inglés). Issy-les-Moulineaux: Editions Alain Ducasse. ISBN 9782841237388. OCLC 935290444.
- Hermé, Pierre; Caracostea, Savinien; Kwinter, Sanford (2015). The architecture of taste (en inglés). Cambridge y Berlín: Harvard Graduate School of Design y Sternberg Press. ISBN 9783956791390. OCLC 915292727.
- Hermé, Pierre; Coimbra, Sergio (2016). Chocolate (en inglés). París: Grupo Flammarion. ISBN 9782080202741. OCLC 961902100.